# 647

## Decese
- 17 februarie: Regina Seondeok de Silla  (n. 606)
- dată necunoscută: Grigore (uzurpator)  (n. ?)